# Premio de Narrativa Maria Àngels Anglada
El Premio de Narrativa Maria Àngels Anglada es un premio literario en idioma catalán. Lo convoca el Instituto Ramón Muntaner, de Figueras, con la voluntad de contribuir a fomentar la literatura en catalán, arreciar la proyección cívica y cultural del instituto y enaltecer la memoria de la escritora Maria Àngels Anglada (Vic, 1930 - Figueras, 1999), ex profesora del centro. El premio tiene el apoyo de la familia Geli-Anglada y el patrocinio del Ayuntamiento de Figueras y la Diputación Provincial de Gerona, como también la colaboración del Consejo Comarcal del Alt Empordà.

## Ganadores
- 2004: Emili Teixidor por Pa negre[3]
- 2005: Carme Riera por La meitat de l'ànima[2]
- 2006: Joan-Daniel Bezsonoff por Les amnèsies de Déu
- 2007: Imma Monsó por Un home de paraula[4]
- 2008: Quim Monzó por Mil cretins
- 2009: Joan Francesc Mira por El professor d'història[5]
- 2010: Màrius Carol por L'home dels pijames de seda[6]
- 2011: Sergi Pàmies por La bicicleta estàtica[7]
- 2012: Jaume Cabré por Jo confesso[8]
- 2013: Lluís Llach por Memòria d'uns ulls pintats[9]
- 2014: Rafel Nadal Farreras por Quan en dèiem xampany[10]
- 2015: Vicenç Labrador por Dies de frontera[11]
- 2016: Teresa Colom i Pich por La senyoreta Keaton i altres bèsties[12]
- 2017: Josep Puig i Ponsa por La vida sense la Sara Amat[13]
- 2018: Tina Vallès por La memòria de l'arbre[1]
- 2019: Joan-Lluís Lluís por Jo soc aquell que va matar Franco
- 2020: Irene Solà Sàez por Canto jo i la muntanya balla
- 2021: Miquel Martín i Serra por La drecera
- 2022: Alba Dalmau por Amor i no[14]